# Sh2-133
Sh2-133 est une grande nébuleuse en émission visible dans la constellation de Céphée.
Elle est située dans la partie centrale de la constellation, à environ 2° nord-est de l'étoile Alderamin. La période la plus appropriée pour son observation dans le ciel du soir tombe entre les mois de juillet et décembre et elle est considérablement facilitée pour les observateurs situés dans les régions de l'hémisphère boréal, où elle se produit circumpolaire jusqu'aux régions tempérées chaudes.
C'est une longue nébuleuse à filaments en forme d'arc située à environ 800 pc (∼2 610 al). On pense qu'elle fait partie d'un long front de gaz ionisé entourant les étoiles les plus anciennes de l'association Cepheus OB2, une association OB brillante dont l'âge moyen est estimé à environ 4 millions d'années.